# Хайян (тайфун)
 Тайфун Хайян (міжнародна назва Haiyan, філіппінська назва Yolanda — Йоланда)  — тропічний циклон, один з найсильніших за всю історію метеоспостережень. Пройшов через західну частину  Тихого океану. Тайфуну присвоєна 5 категорія за шкалою ураганів Саффіра-Сімпсона. Це найсильніший тропічний циклон з точки зору швидкості вітру і однією з найглибших систем з низьким тиском в історії метеорологічних вимірювань — середня швидкість вітру досягає 312 км/год, пориви 376 км/год, а тиск впав до 895 гПа.

## Розвиток подій
Щороку в сезон дощів з червня по грудень на Філіппінський архіпелаг обрушуються десятки тайфунів. «Йоланда», що пройшла через всю центральну частину Філіппін 6-7 листопада, стала 24-ю і найпотужнішою бурею в 2013 році.
Хайянь утворився 2 листопада 2013 на південний схід від Понпеї у Мікронезії. Супертайфун переміщувався на захід, і міцнів.

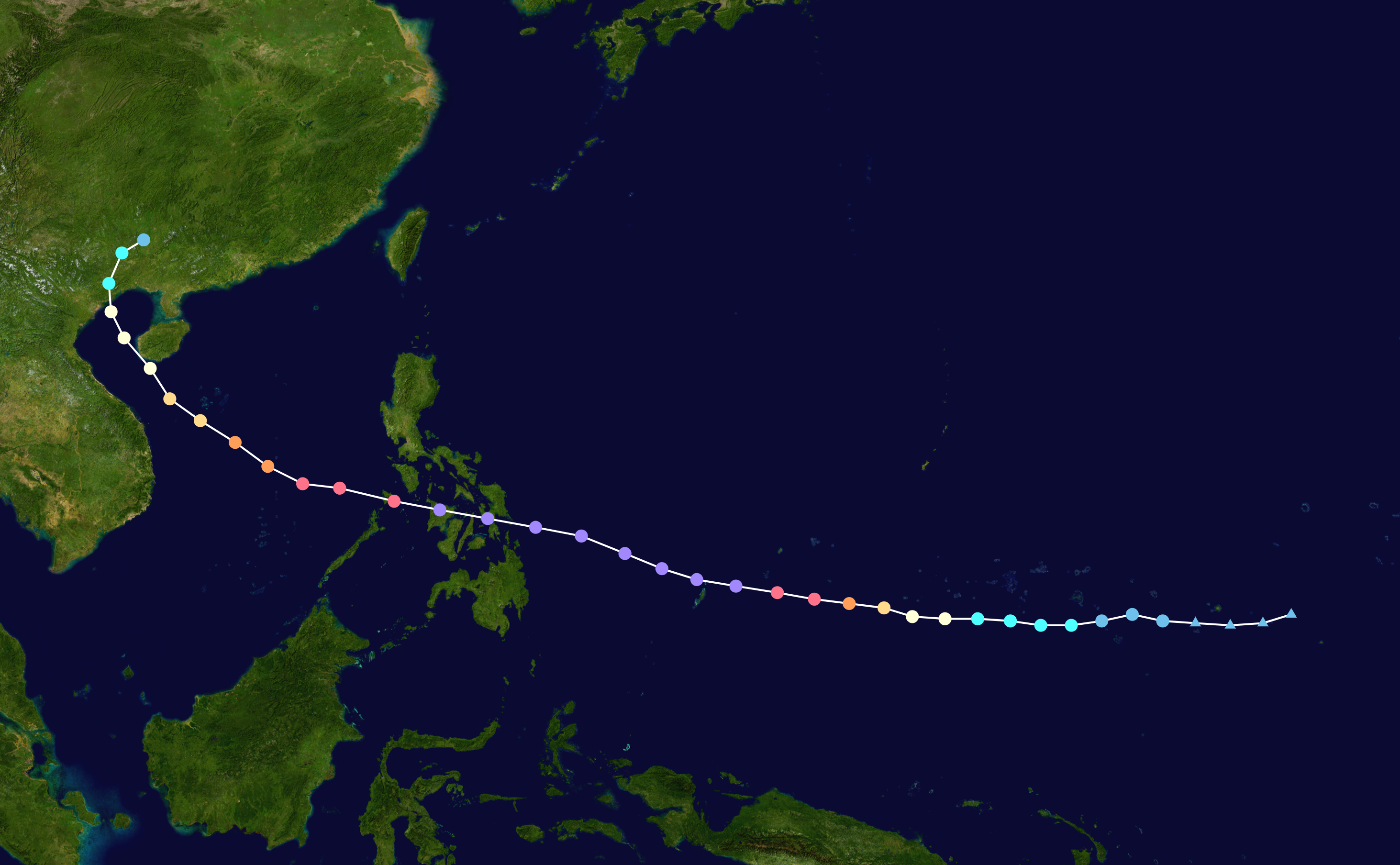
Шлях тайфуну

Анімоване інфрачервоне зображення тайфуну зі супутника під час піку

Перед наближенням стихійного лиха влада евакуювала з узбережжя Філіппін кілька тисяч людей, однак цього виявилося не досить: стихія завдала величезних руйнувань і центральним районам.
Тайфун пройшов через центр  Філіппін, де призвів до катастрофічних руйнувань і жертв. Портове місто Таклобан майже повністю зруйноване, на вулицях лежать тіла загиблих. В Таклобані немає чистої води та електрики і дуже мало їжі. Десятки тисяч людей втратили дім. Провінція Лейте прийняла на себе основний удар стихії. Також сильно постраждав сусідній острів Самар, де кілька тисяч людей вважаються зниклими безвісти. Був втрачений зв'язок з багатьма районами, тому кількість жертв оцінити важко.
Більшість із жертв, за даними влади, потонули або загинули під уламками зруйнованих будівель. Там, де по Лейте пройшов тайфун, зруйновано до 80 відсотків всіх споруд і комунікацій.
Після проходження через архіпелаг ослаблений тайфун зі швидкістю близько 35 кілометрів на годину пішов у В'єтнам, Лаос і на південь Китаю. У В'єтнамі перед приходом стихії звели укріплення, щоб захистити будинки від руйнування, та евакуювали понад 100 тисяч мешканців узбережних районів.

## Жертви та руйнування
Станом на 10 листопада 2013 повідомляється про 10 тисяч жертв тайфуну. Але президент Філіппін повідомив про необхідність уточнення кількості жертв.
На початку грудня, згідно зі зведенням національної Ради з управління в надзвичайних ситуаціях (National Disaster Risk Reduction and Management Council), число жертв найбільш згубного за всю історію Філіппін супертайфуна Хайянь зросла до 5,8 тисячі осіб, безвісти пропали майже 1,8 тисячі. Відповідно до зведення, поранення отримали понад 27 тисяч осіб. Від стихійного лиха тою чи іншою мірою постраждали понад 12,2 мільйона філіппінців. Майже 4 мільйони позбулися даху. В евакуаційних центрах розмістили сотні тисячі осіб. Супертайфун повністю знищив майже 600 тисяч будинків і пошкодив понад 610 тисяч.

## Рятувальні операції
11 листопада президент Філіппін Бенігно Акіно оголосив про запровадження стану «національного лиха» після проходження супертайфуну. Становище «національного лиха» передбачає запровадження держрегулювання цін на предмети першої потреби, дозволяє вжити заходів боротьби зі спекуляцією ними і вивільнити надзвичайні фонди для надання допомоги.
Філіппінський міністр внутрішніх справ Мар Роксас зазначив, що ситуація вимагає від рятувальників безпрецедентних зусиль, адже деякі місця перетворилися на суцільний хаос — мішанину з бруду й уламків. Тисячі солдатів і співробітників благодійних організацій намагаються дістатися у віддалені райони країни.
Філіппінам допомагають американські морські і повітряні сили. США надали техніку для пошуку та порятунку постраждалих з повітря, середні і важкі вертольоти для евакуації, а також літаки для перевезень.
11 листопада міністерство оборони США відправило авіаносець «Джордж Вашингтон» до берегів Філіппін для участі в ліквідації наслідків тайфуну. Розміщені на борту авіаносця формування візьмуть участь у наданні гуманітарної та медичної допомоги Філіппінам. Всього на «Джорджа Вашингтоні» перебувають п'ять тисяч чоловік і більше 80 повітряних суден. До філіппінських острова авіаносець пішов у складі групи з п'яти кораблів, в яку крім нього увійдуть два крейсера, есмінець і транспортний корабель.
Прем'єр-міністр Великої Британії Девід Кемерон відправив на допомогу Філіппінам есмінець «Дерінг» (HMS Daring) і військовий транспортний літак C-17.  Уряд Італії оголосив про відправку на Філіппіни гуманітарної допомоги на півтора мільйона євро.

## Виноски
1. 1 2  Тайфун на Філіппінах: повідомляють про 10 000 загиблих. Архів оригіналу за 11 листопада 2013. Процитовано 12 листопада 2013.
2. ↑  Станом на 10 листопада 2013 р. повідомляється про 10 тис. жертв тайфуну. Архів оригіналу за 10 листопада 2013. Процитовано 10 листопада 2013. [Архівовано 10 листопада 2013 у Wayback Machine.]
3. ↑  Число жертв супертайфуна на Филиппинах достигло почти 5,8 тысячи. Архів оригіналу за 8 грудня 2013. Процитовано 8 грудня 2013.
4. ↑  На Філіппінах оголошено стан «національного лиха». Архів оригіналу за 12 листопада 2013. Процитовано 12 листопада 2013.
5. ↑  США відправили на допомогу Філіппінам авіаносець. Архів оригіналу за 12 листопада 2013. Процитовано 12 листопада 2013.